# Orla Borg
Orla Borg (født 1952) er journalist på Jyllands-Posten.
Han er uddannet journalist 1989. Orla Borg er en prisbelønnet journalist, der er mest kendt for at have opsporet Tvind-leder Mogens Amdi Petersen i 2001. Gennem intensiv research og masser af talent lykkedes det Orla Borg – i fællesskab med sine to kolleger på Jyllands-Posten, Michael Ulveman og Jakob Rubin – at finde frem til den eftersøgte Tvind-leder, der gemte sig i Miami på en privat ø.[kilde mangler]
I 2012 var han sammen med journalisterne Carsten Ellegaard og Morten Phil med til at formidle Morten Storms historie, da han trådte frem som agent for Politiets Efterretningstjeneste, og Borg var forfatter på den efterfølgende bog Storm - den danske agent i al-Qaeda udgivet i 2013.
Sammen med Carsten Ellegaard Christensen og Morten Pihl modtog Orla Borg Den europæiske pressepris samt avisprisen fra Foreningen for Undersøgende Journalistik for artiklerne, ligesom trekløveret var nomineret til Cavling-prisen i 2013 for serien om Morten Storm. En serie, som handlede om, hvordan den tidligere PET-agent Morten Storm samarbejdede med PET og CIA om at spore al-Queda-terrorlederen Anwar al-Awlaki i Yemen, så USA kunne dræbe ham. Han blev dræbt i et amerikansk droneangreb i september 2011.
Orla Borg var en af dem, der advarede Flemming Rose mod at trykke Muhammedtegningerne.[kilde mangler]
Orla Borg modtog i 2001 Laust Jensen Prisen for sin dækning af udviklingen i indvandringen til Danmark og for at have "levet op til det journalistiske ideal om blandt fordomme, myter og politisk korrekthed at efterstræbe sandheden i demokratiets og den åbne debats tjeneste."
I 2005 blev Orla Borg tildelt EU's "Journalist Award", der bliver givet til journalistik, der går imod diskrimination. 
Orla Borg stod bl.a. også bag interviewet med Eva Kjer Hansen september 2005, hvor hun udtalte, at ulighed er acceptabelt, så længe de fattigste også får det bedre. Hendes udtalelser var på det tidspunkt meget kontroversielle[kilde mangler]